# والتر فريتاج (سياسي)
والتر فريتاج هو نقابي وسياسي ألماني، ولد في 14 أغسطس 1889 في رمشايد في ألمانيا، وتوفي في 7 يونيو 1958 في هيردكه في ألمانيا. نشط حزبياً في الحزب الديمقراطي الاجتماعي الألماني.

## مناصب
- انتخب رئيس مجلس الإدارة اتحاد النقابات العمالية الألماني (17 أكتوبر 1952 – 6 أكتوبر 1956).
- انتخب رئيس مجلس الإدارة IG Metall [الإنجليزية]‏ (1948 – 1952).
- انتخب عضو مجلس الشورى الموحد بروسيا ‏.
- انتخب مدير مقاطعة [الإنجليزية]‏.
- انتخب عضو مجلس الشورى الموحد شمال الراين وستفاليا  [لغات أخرى]‏ خلال فترته النيابية ‏.
- انتخب عضو في البوندستاغ الألماني خلال فترته النيابية [الإنجليزية]‏ (7 سبتمبر 1949 – 7 سبتمبر 1953).

## وصلات خارجية
- والتر فريتاج (سياسي) على موقع مونزينجر (الألمانية)